# Neivamyrmex adnepos
Neivamyrmex adnepos é uma espécie de formiga do gênero Neivamyrmex.